# Liste der Nummer-eins-Country-Alben in den USA (1967)
Dies ist eine Liste der Nummer-eins-Alben in den von Billboard ermittelten Verkaufscharts für Country-Alben in den USA im Jahr 1967. In diesem Jahr gab es achtzehn Nummer-eins-Alben.

| ← 1966 ← | Liste der Nummer-eins-Country-Alben in den USA | Liste der Nummer-eins-Country-Alben in den USA | Liste der Nummer-eins-Country-Alben in den USA        | 1968 →                    |
| \| Zeitraum \| Wo. ges. \| Interpret \| Titel \| Zusätzliche Informationen \| \| (Zeitraum, Wochen auf Platz eins, Interpret, Titel, zusätzliche Informationen) \| \| \| \| \| \| ------------------------------------------------------------------------------ \| -------- \| ------------------------------------ \| -------------------------------------------------------- \| ------------------------- \| \| 31. Dezember 1966 – 20. Januar 1967 3 Wochen (insgesamt 4) \| 4 \| Sonny James \| The Best of Sonny James[1] \| - \| \| 21. Januar 1967 – 3. Februar 1967 2 Wochen (insgesamt 2) \| 2 \| Eddy Arnold \| Somebody Like Me[2] \| - \| \| 4. Februar 1967 – 10. Februar 1967 1 Woche (insgesamt 5) \| 5 \| Sonny James \| The Best of Sonny James \| - \| \| 11. Februar 1967 – 17. März 1967 5 Wochen (insgesamt 5) \| 5 \| Jack Greene \| There Goes My Everything[3] \| - \| \| 18. März 1967 – 24. März 1967 1 Woche (insgesamt 1) \| 1 \| Buck Owens & his Buckaroos \| Open Up Your Heart[4] \| - \| \| 25. März 1967 – 14. April 1967 3 Wochen (insgesamt 8) \| 8 \| Jack Greene \| There Goes My Everything \| - \| \| 15. April 1967 – 28. April 1967 2 Wochen (insgesamt 2) \| 2 \| Eddy Arnold \| Lonely Again[5] \| - \| \| 29. April 1967 – 5. Mai 1967 1 Woche (insgesamt 1) \| 1 \| Ray Price \| Touch My Heart[6] \| - \| \| 6. Mai 1967 – 12. Mai 1967 1 Woche (insgesamt 3) \| 3 \| Eddy Arnold \| Lonely Again \| - \| \| 13. Mai 1967 – 19. Mai 1967 1 Woche (insgesamt 9) \| 9 \| Jack Greene \| There Goes My Everything \| - \| \| 20. Mai 1967 – 26. Mai 1967 1 Woche (insgesamt 1) \| 1 \| Loretta Lynn \| Don't Come Home A-Drinkin' (With Lovin' on Your Mind)[7] \| - \| \| 27. Mai 1967 – 14. Juli 1967 7 Wochen (insgesamt 7) \| 7 \| Eddy Arnold \| The Best of Eddy Arnold[8] \| - \| \| 15. Juli 1967 – 21. Juli 1967 1 Woche (insgesamt 1) \| 1 \| Sonny James & the Southern Gentlemen \| Need You[9] \| - \| \| 22. Juli 1967 – 28. Juli 1967 1 Woche (insgesamt 1) \| 1 \| Buck Owens & his Buckaroos \| In Japan![10] \| - \| \| 29. Juli 1967 – 25. August 1967 4 Wochen (insgesamt 4) \| 4 \| Jack Greene \| All the Time[11] \| - \| \| 26. August 1967 – 8. September 1967 2 Wochen (insgesamt 2) \| 2 \| Wynn Stewart \| It's Such a Pretty World Today[12] \| - \| \| 9. September 1967 – 15. September 1967 1 Woche (insgesamt 5) \| 5 \| Jack Greene \| All the Time[13] \| - \| \| 16. September 1967 – 6. Oktober 1967 3 Wochen (insgesamt 3) \| 3 \| Johnny Cash \| Greatest Hits, Vol. 1[14] \| - \| \| 7. Oktober 1967 – 27. Oktober 1967 3 Wochen (insgesamt 3) \| 3 \| Bobbie Gentry \| Ode to Billie Joe[15] \| - \| \| 28. Oktober 1967 – 3. November 1967 1 Woche (insgesamt 1) \| 1 \| Buck Owens & his Buckaroos \| Your Tender Loving Care[16] \| - \| \| 4. November 1967 – 15. Dezember 1967 6 Wochen (insgesamt 6) \| 6 \| Eddy Arnold \| Turn the World Around[17] \| - \| \| 16. Dezember 1967 – 22. Dezember 1967 1 Woche (insgesamt 1) \| 1 \| Merle Haggard & the Strangers \| Branded Man[18] \| - \| \| 23. Dezember 1967 – 29. Dezember 1967 1 Woche (insgesamt 7) \| 7 \| Eddy Arnold \| Turn the World Around \| - \| |                                                |                                                |                                                       |                           |
| ← 1966 |                                                |                                                |                                                       | → 1968 →                  |
| Zeitraum | Wo. ges.                                       | Interpret                                      | Titel                                                 | Zusätzliche Informationen |
| (Zeitraum, Wochen auf Platz eins, Interpret, Titel, zusätzliche Informationen) |                                                |                                                |                                                       |                           |
| 31. Dezember 1966 – 20. Januar 1967 3 Wochen (insgesamt 4) | 4                                              | Sonny James                                    | The Best of Sonny James                               | -                         |
| 21. Januar 1967 – 3. Februar 1967 2 Wochen (insgesamt 2) | 2                                              | Eddy Arnold                                    | Somebody Like Me                                      | -                         |
| 4. Februar 1967 – 10. Februar 1967 1 Woche (insgesamt 5) | 5                                              | Sonny James                                    | The Best of Sonny James                               | -                         |
| 11. Februar 1967 – 17. März 1967 5 Wochen (insgesamt 5) | 5                                              | Jack Greene                                    | There Goes My Everything                              | -                         |
| 18. März 1967 – 24. März 1967 1 Woche (insgesamt 1) | 1                                              | Buck Owens & his Buckaroos                     | Open Up Your Heart                                    | -                         |
| 25. März 1967 – 14. April 1967 3 Wochen (insgesamt 8) | 8                                              | Jack Greene                                    | There Goes My Everything                              | -                         |
| 15. April 1967 – 28. April 1967 2 Wochen (insgesamt 2) | 2                                              | Eddy Arnold                                    | Lonely Again                                          | -                         |
| 29. April 1967 – 5. Mai 1967 1 Woche (insgesamt 1) | 1                                              | Ray Price                                      | Touch My Heart                                        | -                         |
| 6. Mai 1967 – 12. Mai 1967 1 Woche (insgesamt 3) | 3                                              | Eddy Arnold                                    | Lonely Again                                          | -                         |
| 13. Mai 1967 – 19. Mai 1967 1 Woche (insgesamt 9) | 9                                              | Jack Greene                                    | There Goes My Everything                              | -                         |
| 20. Mai 1967 – 26. Mai 1967 1 Woche (insgesamt 1) | 1                                              | Loretta Lynn                                   | Don't Come Home A-Drinkin' (With Lovin' on Your Mind) | -                         |
| 27. Mai 1967 – 14. Juli 1967 7 Wochen (insgesamt 7) | 7                                              | Eddy Arnold                                    | The Best of Eddy Arnold                               | -                         |
| 15. Juli 1967 – 21. Juli 1967 1 Woche (insgesamt 1) | 1                                              | Sonny James & the Southern Gentlemen           | Need You                                              | -                         |
| 22. Juli 1967 – 28. Juli 1967 1 Woche (insgesamt 1) | 1                                              | Buck Owens & his Buckaroos                     | In Japan!                                             | -                         |
| 29. Juli 1967 – 25. August 1967 4 Wochen (insgesamt 4) | 4                                              | Jack Greene                                    | All the Time                                          | -                         |
| 26. August 1967 – 8. September 1967 2 Wochen (insgesamt 2) | 2                                              | Wynn Stewart                                   | It's Such a Pretty World Today                        | -                         |
| 9. September 1967 – 15. September 1967 1 Woche (insgesamt 5) | 5                                              | Jack Greene                                    | All the Time                                          | -                         |
| 16. September 1967 – 6. Oktober 1967 3 Wochen (insgesamt 3) | 3                                              | Johnny Cash                                    | Greatest Hits, Vol. 1                                 | -                         |
| 7. Oktober 1967 – 27. Oktober 1967 3 Wochen (insgesamt 3) | 3                                              | Bobbie Gentry                                  | Ode to Billie Joe                                     | -                         |
| 28. Oktober 1967 – 3. November 1967 1 Woche (insgesamt 1) | 1                                              | Buck Owens & his Buckaroos                     | Your Tender Loving Care                               | -                         |
| 4. November 1967 – 15. Dezember 1967 6 Wochen (insgesamt 6) | 6                                              | Eddy Arnold                                    | Turn the World Around                                 | -                         |
| 16. Dezember 1967 – 22. Dezember 1967 1 Woche (insgesamt 1) | 1                                              | Merle Haggard & the Strangers                  | Branded Man                                           | -                         |
| 23. Dezember 1967 – 29. Dezember 1967 1 Woche (insgesamt 7) | 7                                              | Eddy Arnold                                    | Turn the World Around                                 | -                         |